# روجر كروزير
روجر كروزيّر هو لاعب هوكي جليد كندي، ولد في 16 مارس 1942 في بريسبريدج في كندا، وتوفي في 11 يناير 1996 في نيوارك في الولايات المتحدة بسبب سرطان.

## وصلات خارجية
- روجر كروزيّر على موقع دوري الهوكي الوطني (الإنجليزية)
- روجر كروزيّر على موقع EliteProspects.com (الإنجليزية)
- روجر كروزيّر على موقع HockeyDB.com (الإنجليزية)
- روجر كروزيّر على موقع Hockey-Reference.com (الإنجليزية)